# Karancslapujtő
Karancslapujtő è un comune dell'Ungheria di 2.897 abitanti (dati 2001). È situato nella contea di Nógrád.